# Славятин
Славятин (укр. Слов'ятин) — село в Саранчуковской сельской общине Тернопольского района Тернопольской области Украины.
До 2020 года входило в Бережанский район.
Код КОАТУУ — 6120488401. Население по переписи 2001 года составляло 870 человек.

## Географическое положение
Село Славятин находится на берегах реки Бебелка, недалеко от её истоков,
ниже по течению на расстоянии в 1 км расположено село Шумляны.
К селу примыкает лесной массив.

## История
- 1441 год — дата основания.

## Объекты социальной сферы
- УВК.
- Амбулатория.